# Laguna de Castilla
Laguna de Castilla, teils auch nur La Laguna, ist ein Ort am Jakobsweg in der Provinz León der Autonomen Gemeinschaft Kastilien-León, administrativ ist er von Vega de Valcarce abhängig.
Bezogen auf den Jakobsweg ist Laguna der letzte Ort in Kastilien-León, bevor man die galicische Grenze vor O Cebreiro überschreitet.

## Bilder

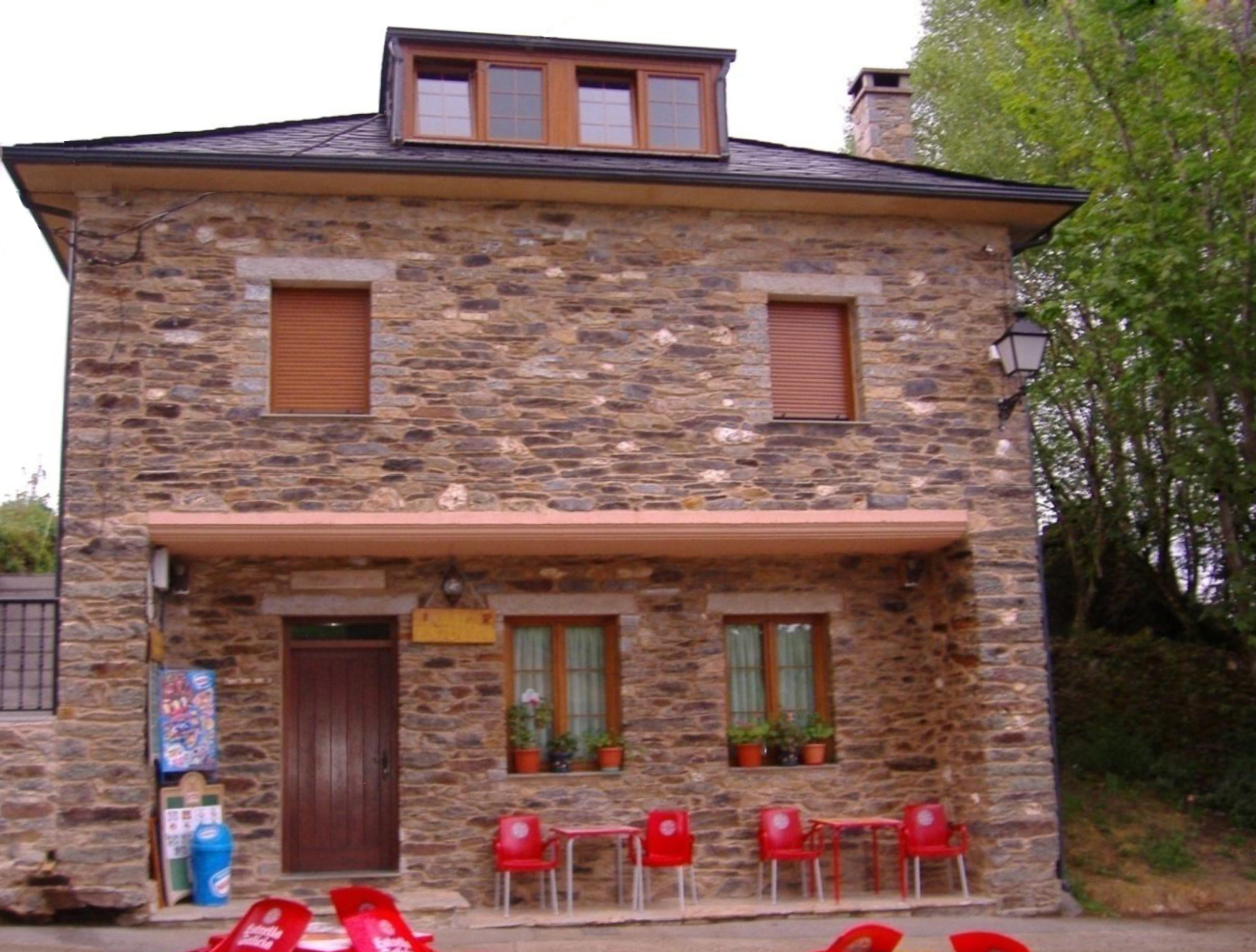
„A Escuela“ in Laguna de Castilla: Letzte Pilgerherberge in Castilla y León
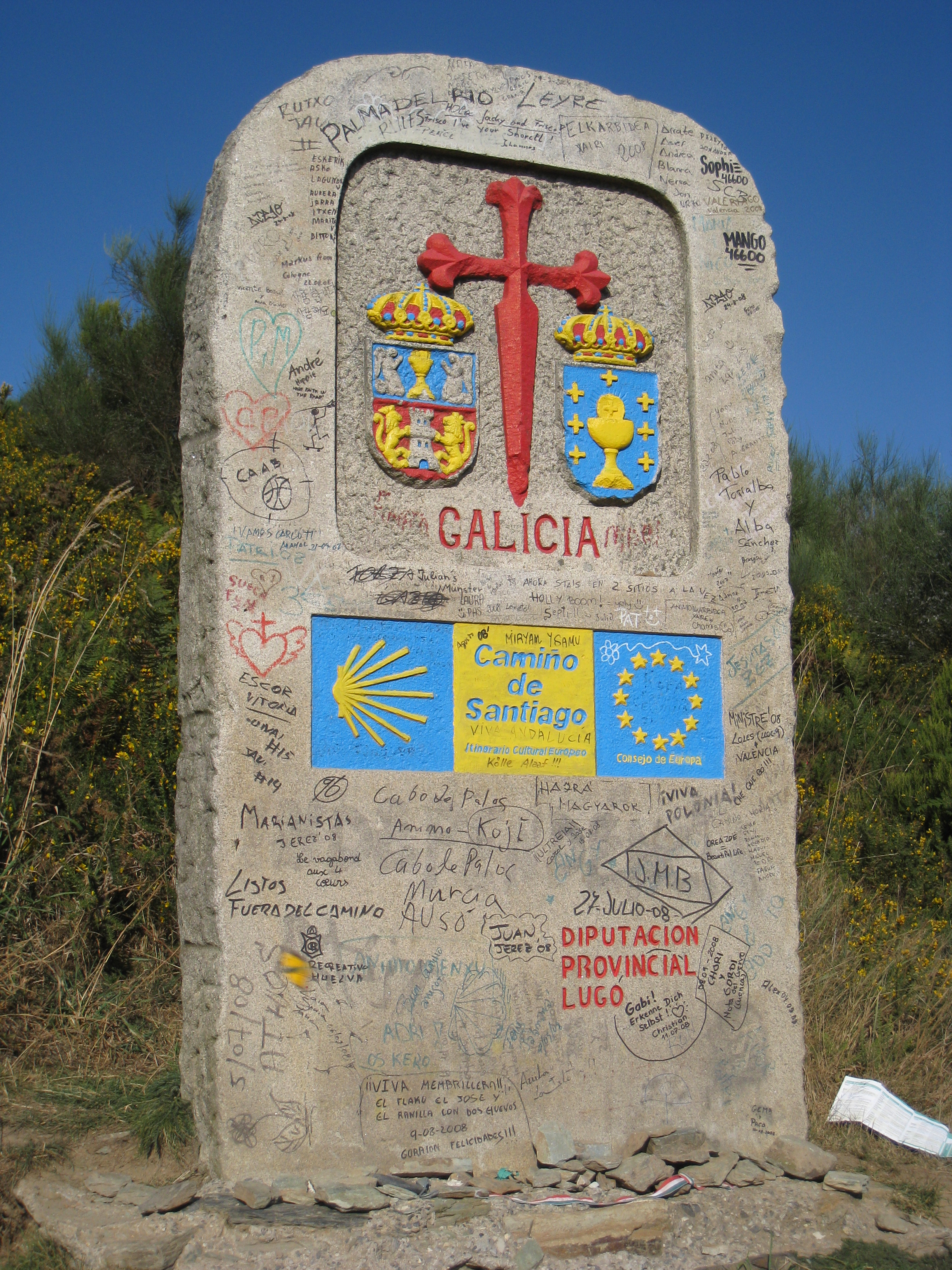
Wegstein am Jakobsweg, der zwischen Laguna und O Cebreiro den Beginn der Autonomen Region Galicien anzeigt